# サッカー批評
サッカー批評（サッカーひひょう）は、かつて双葉社が発行していたサッカー専門誌である。初代編集長は半田雄一。主な執筆者には後藤健生や加部究など。2018年5月25日の発売号を以って休刊となった。

## 沿革
- 1998年4月に創刊。
- issue23（2004年6月発行）より大幅にリニューアル。
- issue69（2014年6月発行）をもって再度リニューアル。
- issue89（2018年5月発行）をもって休刊。
- 2020年4月1日『サッカー批評web』をスタート。

## 連載
- 僕らはへなちょこフーリガン（issue01 - 69、山崎浩一）
- 海を越えてきたフットボーラー（issue06 - 、加部究）
- Football／ORIGINAL SOUNDTRACK（issue23 - 69、東本貢司）
- ゴール裏センチメンタル合唱団（issue23 - 69、綱本将也）
- Hard after Hard（issue29 - 69、大泉実成）
- 西村卓朗を巡る物語（issue35 - 、川本梅花）
- 川本梅花の「サッカー読本」（issue36 - 、川本梅花）
- サッカー観戦の極意（issue38 - ）
- 日本サッカー戦記（issue46 - 加部究）
- サッカー星人（issue54 - 69 小田嶋隆）
- サッカーニュースの真相（issue62 - 69 清義明）
- リスボンからの風 ＴＪ田中順也（issue71 -、川本梅花）
- レアル・マドリー 銀河系帝国の作り方（issue71 - フアン・イグナシオ・ガルシア＝オチョア、翻訳◎江間慎一郎）
- 藤田俊哉 日本人初・オランダコーチ奮闘記（issue71 - 伊藤亮）
- 平田竹男 オフ・ザ・ピッチ戦略（issue72 - 伊藤亮）
- 並木裕太 ビッグ・クラブへの方程式（issue73 - 伊藤亮）
- 城福メソッド（issue74 - 杉山孝）

## 叢書
- 「ヨーロッパ・サッカーの源流へ」（2000年8月、後藤健生）
- 「絶対サッカー主義宣言」（2000年11月、永井洋一）
- 「トゥルシエとその時代」（2000年12月、後藤健生）
- 「こんなサッカーのコラムばかり雑誌に書いていた。」（2001年2月、佐山一郎）
- 「Eat foot」（2001年7月、西部謙司）
- 「日本代表論」（2001年11月、永井洋一）
- 「戦地へ」（2002年5月、田村修一）
- 「創造と破壊のダイナミックス」（2002年9月、後藤健生）
- 「日本サッカー史　代表編」（2002年11月、後藤健生）
- 「ゴールのための論理」（2003年3月、永井洋一）
- 「新世紀サッカー倶楽部」（2003年4月、後藤健生）
- 「スローフット」（2003年6月、西部謙司）
- 「サッカー移民」（2003年11月、加部究）
- 「理想のフットボール　敗北する現実」（2004年2月、大住良之）
- 「ニイガタ現象」（2004年4月、サッカー批評編集部）
- 「Game of People」（2004年12月、西部謙司）
- 「星屑たち」（2005年1月、川端康生）
- 「アジア最終予選」（2005年2月、大住良之）
- 「トーキョーワッショイ!」（2005年3月、後藤勝）
- 「1974フットボールオデッセイ」（2006年4月、西部謙司）
- 「日本サッカー史」（2007年1月、後藤健生）
- 「日本サッカー史　資料編」（2007年1月、後藤健生）
- 「イビチャ・オシムのサッカー世界を読み解く」（2007年4月、西部謙司）
- 「大和魂のモダンサッカー」（2008年6月、加部究）